# ヴィイ

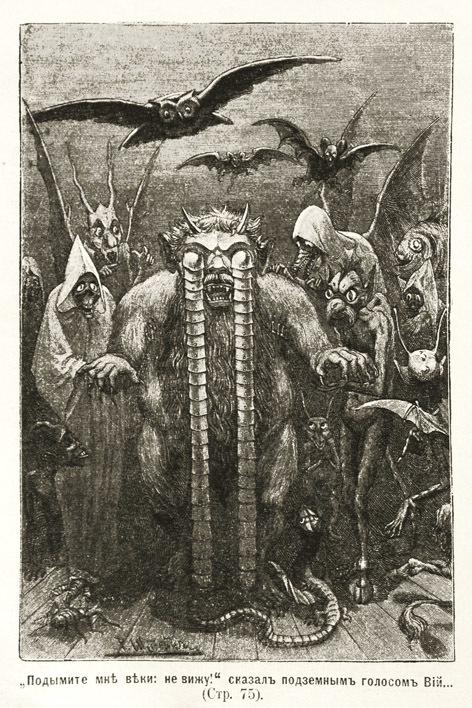
ヴィイ

ヴィイ（露: Вий）は、東スラヴ神話における死の目を持つ地下世界の生物。その目は普段、大きな瞼や睫毛で覆われており、自力で持ち上げることが出来ない。
ロシアとベラルーシの民話では、ヴィイの瞼（睫毛、眉）がピッチフォークによって持ち上げられた。ヴィイが見た者は目を覚ますことができず、やがて死亡する。その視線によって、ヴィイは人を殺すだけでなく、村や都市を破壊して灰に変えることが出来る。
日本語表記では「ヴィー」とも書く。

## 創作
ロシアの作家ニコライ・ゴーゴリにこの伝承を元にした小説『妖女（ヴィイ）』があり、それを原作とした映画に1960年のイタリア映画『血ぬられた墓標』、1967年のソ連映画『妖婆 死棺の呪い』（ビデオ邦題『魔女伝説・ヴィー』）、2014年のロシア・ウクライナ・チェコ合作映画『レジェンド・オブ・ヴィー 妖怪村と秘密の棺』などがある。